# 로모그래피

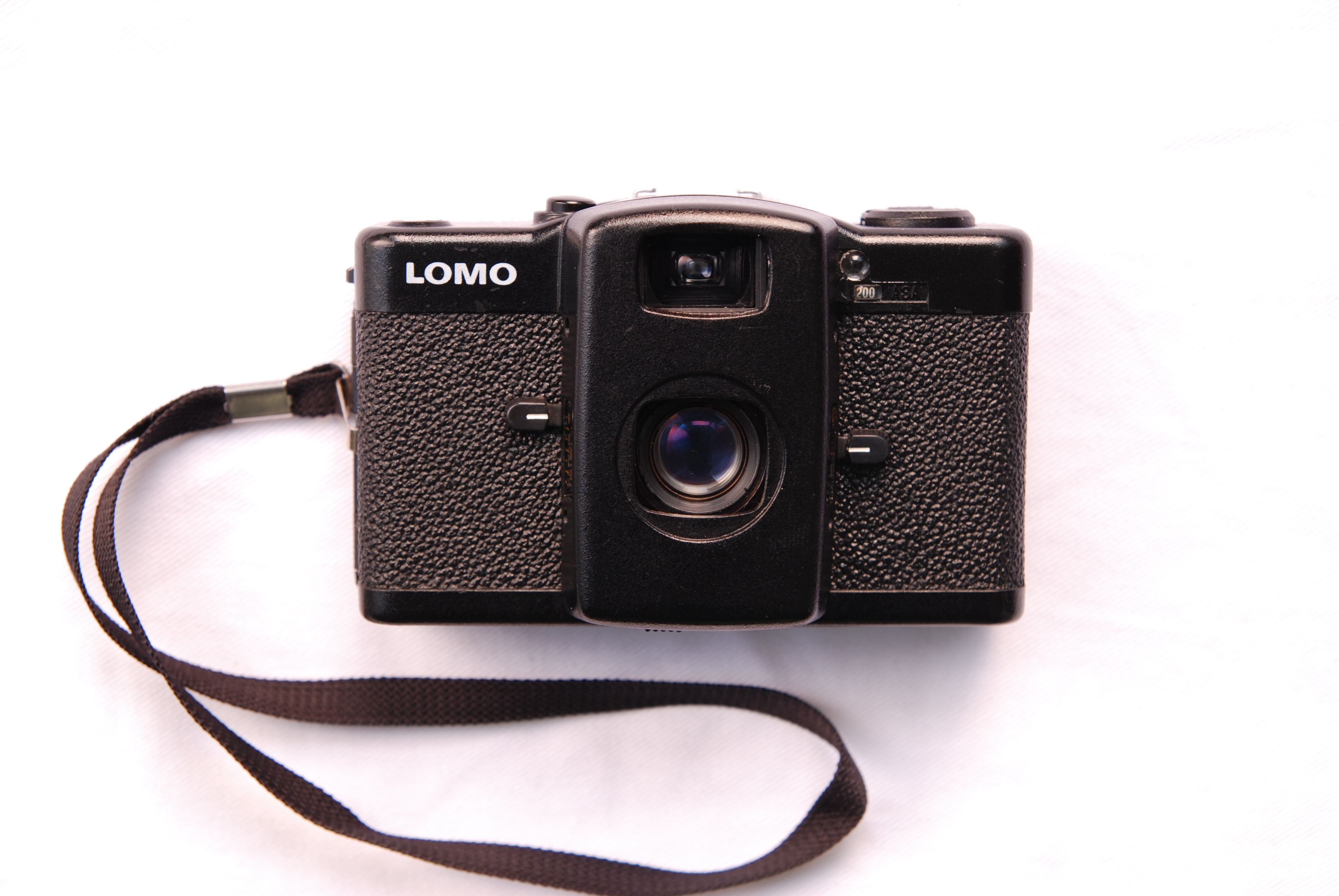
Lomo LC-A

로모그래피(Lomography)는 오스트리아의 기업인 Lomographische AG의 등록 상표이며, 회사의 통칭이다. 이 호칭하에 웹사이트 또는 실제 매장을 통해 특히 스냅 사진을 위한 사진기, 필름, 액세서리 등을 판매하고 있다.